# 대한민국 제13대 대통령 선거 통일민주당 후보 선출
대한민국 제13대 대통령 선거 통일민주당 후보 선출은 1987년 대한민국 대통령 선거를 위해 통일민주당의 대통령 후보를 선출한 과정을 말한다. 당초 김영삼 통일민주당 총재와 김대중 전 민추협 공동의장의 양강 구도가 예상되었으나, 김대중 전 의장이 탈당하고 독자 출마를 결정하면서 김영삼 총재가 단독 후보로 추대되었다.

## 배경
6·10 항쟁으로 직선제 개헌이 실현된 직후, 민주당을 이루는 두 축이던 상도동계와 동교동계는 대권 후보 자리를 두고 치열한 신경전을 벌였다. 당초 김대중 민추협 공동의장은 수차례에 걸쳐 대선 불출마를 선언한 바 있어 김영삼 민주당 총재가 무난히 대통령 후보가 될 것으로 예상됐으나, 김대중 의장은 복권된 직후인 7월 8일 기자회견을 갖고 불출마 번복을 선언하였다.
1987년 8월 11일, 김영삼과 김대중은 대통령후보 단일화 문제를 협의했으나, 김영삼의 조기 후보 단일화 주장과 김대중의 개헌 협상 후 단일화 주장이 맞서서 별다른 성과를 거두지 못했다. 그 후 한달 뒤인 9월 14일의 양김 회동에서 김대중은 김영삼에게 36개 미창당 지구당 결성을 요청했지만, 당내에서 세력 우위를 선점하고 있던 김영삼은 "대통령 선거를 앞두고 총선에서의 조직책 선정이나 다름없는 36개 지구당을 창당하는 것은 적전 분열을 일으킬 가능성이 있다."고 주장하며 김대중의 주장을 배척하였다.
양김은 9월 29일에 다시 만나 후보단일화 회담을 하였으나 이견을 좁히지 못하였다. 다음 날인 9월 30일에도 후보단일화 협상이 이어졌지만, 양자 간의 시각차이만 확인하고 협상은 결렬되었다.

## 후보
| 통일민주당 제13대 대통령 선거 경선 후보 | 통일민주당 제13대 대통령 선거 경선 후보 | 통일민주당 제13대 대통령 선거 경선 후보                                       | 통일민주당 제13대 대통령 선거 경선 후보 |
| 후보                                    | 생년                                    | 경력                                                                          | 비고                                    |
| --------------------------------------- | --------------------------------------- | ----------------------------------------------------------------------------- | --------------------------------------- |
| 김영삼                                  | 1929년                                  | 제3·5·6·7·8·9·10대 국회의원 前 신민당 원내총무 前 신민당 총재 통일민주당 총재 | 후보 추대                               |

## 결과
결국 양김씨의 단일화 협상은 국민의 높은 열망에도 불구하고 결렬되었다. 김대중 의장은 민주당을 탈당하고 독자 대선 출마를 위한 신당 창당에 나섰으며, 김영삼 총재 역시 민주당의 대선 후보로 추대되기 위한 작업을 시작하였다.
민주당은 1987년 11월 9일 대의원 1,203명이 참석한 가운데 전당대회를 개최하고 김영삼 총재를 제13대 대통령 후보로 추대하였다.
김영삼 후보는 평화민주당의 대선 후보로 출마한 김대중 후보와 몇 차례에 걸쳐 단일화를 시도하였으나 실패하였고, 결국 야권은 분열된 채로 대선을 맞이하였다. 선거 결과 김영삼 후보와 김대중 후보는 각각 2위와 3위로 낙선하였으며, 민주정의당의 노태우 후보가 대통령에 당선되었다.

## 같이 보기
- 대한민국 제13대 대통령 선거
- 대한민국 제13대 대통령 선거 민주정의당 후보 선출
- 대한민국 제13대 대통령 선거 평화민주당 후보 선출
- 대한민국 제13대 대통령 선거 신민주공화당 후보 선출